# Broadway Melody of 1940
Broadway Melody of 1940 é um filme musical estadunidense de 1940, do gênero romance, dirigido por Norman Taurog.
O Roteiro de Leon Gordon e George Oppenheimer é uma mistura de muitos elementos conhecidos, entre eles a dança, o canto e uma boa dose de sentimentos.
Alguns pontos altos da trilha sonora são Begin the Beguine, entre outras canções de Cole Porter e, naturalmente, as maravilhosas sequências de dança do casal principal.

## Sinopse
Johnny Brett e King Shaw vêm tentando fazer sucesso como uma dupla de dança em Nova York. O produtor Bob Casey quer um novo parceiro para a estrela da dança Clare Bennett, ele escolhe Johnny, mas Brett acha que o produtor é um cobrador e diz que ele é King Shaw, que deve dinheiro. Devido a essa confusão o homem errado ganha o papel principal em um show da Broadway. Johnny que está apaixonado por Claire e ela por ele, parece ter perdido sua grande chance, até o dia em que um substituto é necessário após uma bebedeira de Shaw.

## Elenco
- Fred Astaire ...  Johnny Brett
- Eleanor Powell ...  Clare Bennett
- George Murphy ...  King Shaw
- Frank Morgan ...  Bob Casey
- Jack Mulhall ... George (não-creditado)